# Атажурт (Казигуртський район)
Атажу́рт (каз. Атажұрт) — село у складі Казигуртського району Туркестанської області Казахстану. Входить до складу Кизилкіянського сільського округу.
Село утворене 2022 року шляхом виділення частини села Айнатас.